# Museo del costume e della tradizione della nostra gente
Il Museo del costume e delle tradizioni, nasce da uno studio storico negli anni 80 coordinato da un gruppo di appassionati ma condotto dai ragazzi della scuola superiore del paese, il museo si trova al piano terra del antico convento costruito tra '800 e '900. Il 2 agosto dal 2014 il museo dei costumi e delle tradizioni riapre le sue porte dopo una accurata restaurazione finanziata con i progetti integrati territoriali (PIT) dell'unione europea. Il museo ci racconta la storia della vita quotidiana della famiglia patriarcale ma anche quella della comunità contadina e artigiana attraverso oggetti e documenti che oggi sono "i tesori" trovati lungo l'arco degli anni.

## Il museo

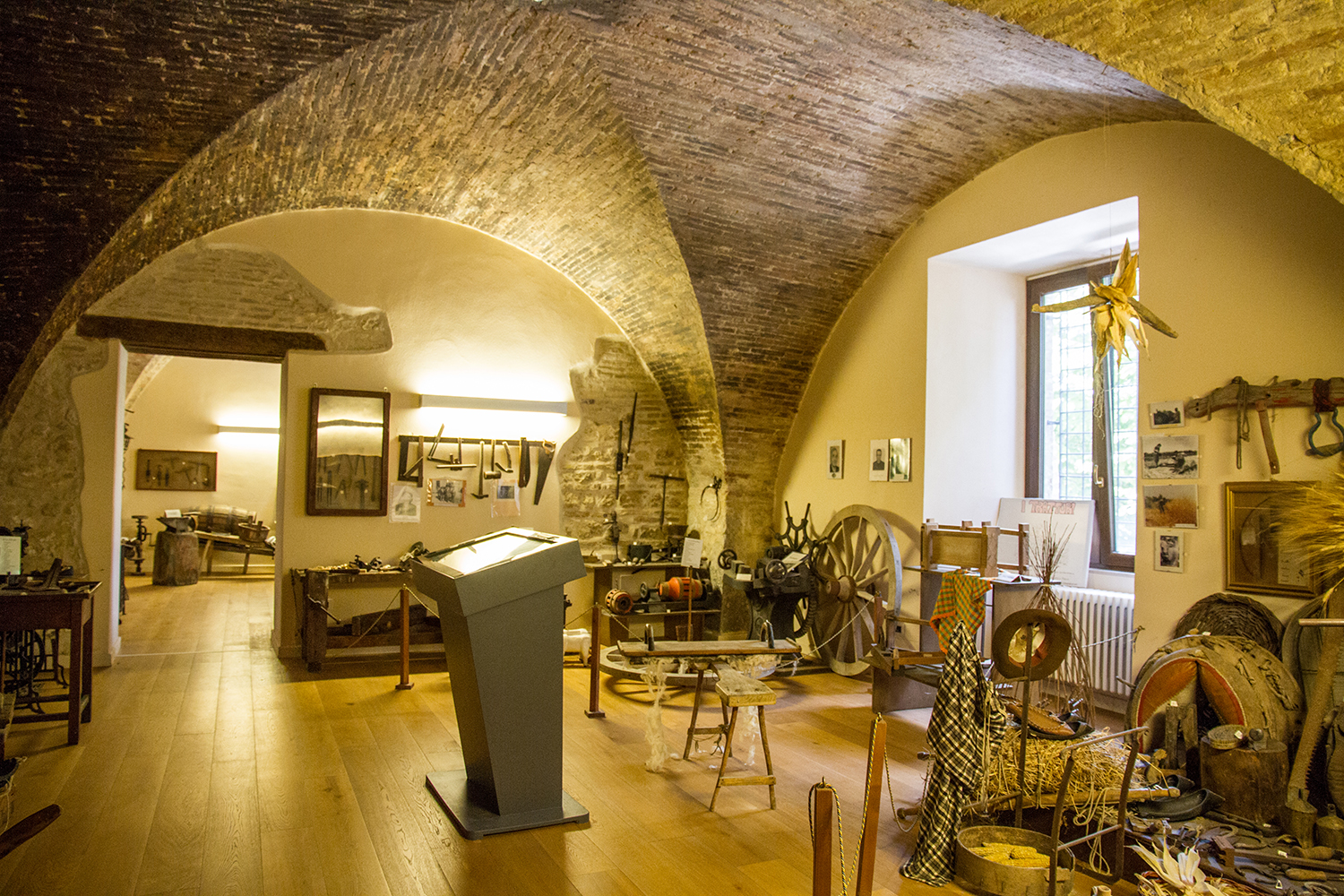
Alcuni locali del museo

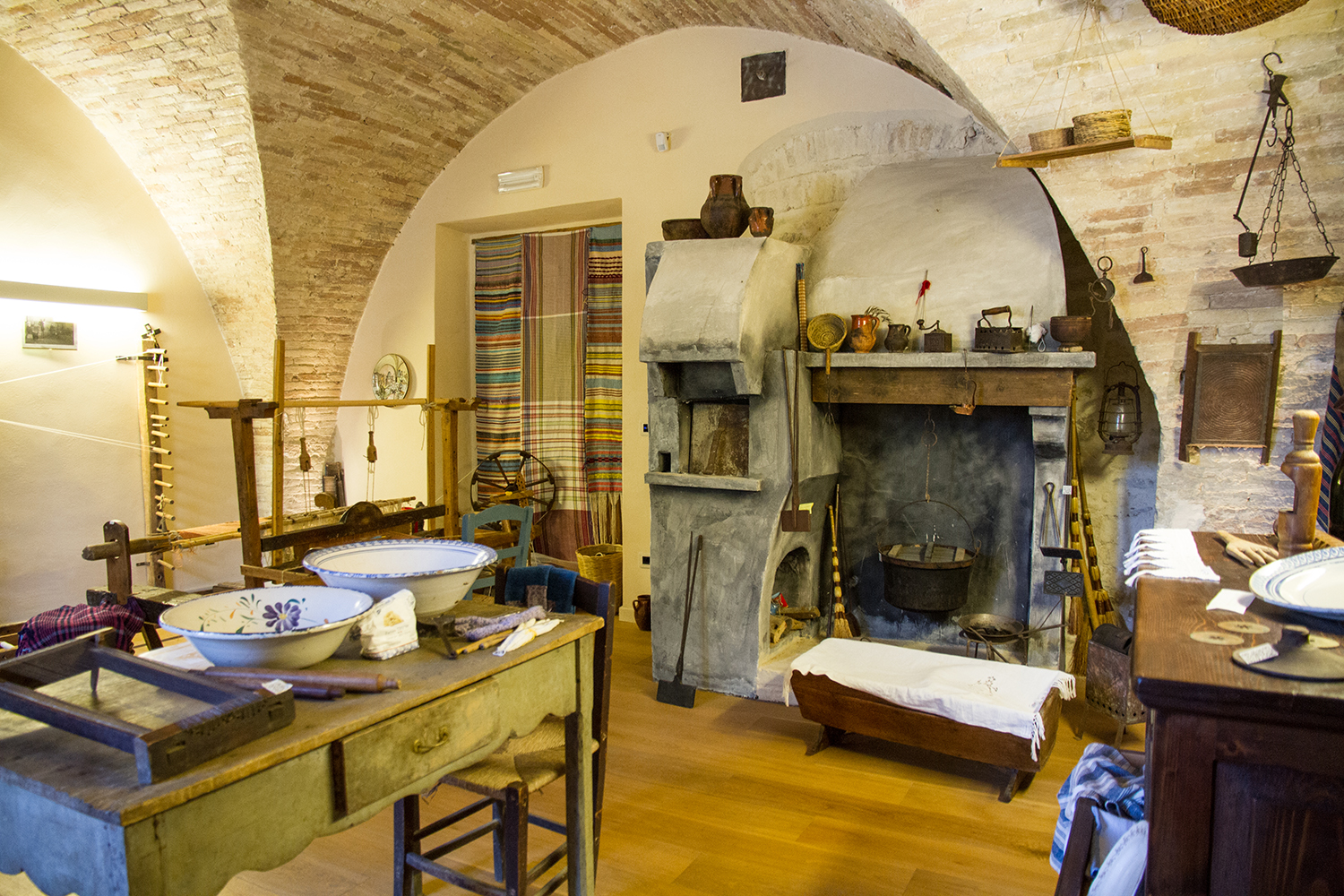
Un angolo del museo

Il Museo sorge nei locali a piano terra del chiostro di San Francesco ed è nato grazie al volontariato.
Al suo interno sono ricostruiti ambienti della vita domestica ed artigiana. Per esempio è stata ricostruita una cucina, con gli utensili autentici dell'800, dove è stato allestito anche uno spazio femminile per l'attività di filatura e tessitura, in cui è possibile osservare antichi strumenti dell'epoca.
Vi sono, inoltre, spazi dedicati all'attività artigiana, fiorente in questo paese, con l'esposizione degli strumenti degli antichi artigiani, ed una sezione dedicata agli abiti femminili e ai gioielli.

## La struttura
Il museo è strutturato in Piazza San Francesco e si sviluppa nel chiostro della chiesa di San Francesco risalente al XII secolo.
Originariamente la chiesa era dedicata a San Sirolo ma fu concessa ai Francescani dalla contessa Tommasa Palteana nel 1276.
La chiesa in cui il museo è situato ha uno stile: all'esterno Gotico, con alcuni elementi architettonici come la facciata con una struttura architettonica risalente allo stile trecentesco, all'interno uno stile  Barocco.
La progettazione dell'architettura del museo e la direzione dei lavori sono stati eseguiti dagli architetti Romina Primavera e Giuseppe Martino.
I lavori di restaurazione sono stati eseguiti dalla ditta Costruzioni Generali S.C.A.R.L. di Guardiagrele.